# آیگریم علیمبوزوا
آیگریم علیمبازوا (قزاقی: Әйгерім Әлімбозова؛ زادهٔ ۶ سپتامبر ۱۹۹۲) بازیکن فوتبال اهل قزاقستان است.
وی همچنین در تیم‌های ملی فوتبال زنان قزاقستان بازی کرده‌است.